# Prix littéraires 1997
Liste des prix littéraires décernés au cours de l'année 1997 :

## Prix internationaux
- Prix Nobel de littérature : Dario Fo (Italie)
- Grand prix de littérature du Conseil nordique : Dorrit Willumsen (Danemark) pour Bang. En roman om Herman Bang
- Grand prix littéraire d'Afrique noire : Daniel Biyaoula (République du Congo) pour L'Impasse. Mention spéciale : Édouard Makoto, L'Afrique par les Africains. Hors-concours : Ousmane Sembène (Sénégal) pour l'ensemble de son œuvre.
- Prix littéraire international de Dublin : Javier Marias (Espagne) pour Corazón tan blanco (Un cœur si blanc)
- Prix littéraire des Caraïbes : Marie-Reine de Jaham (France) pour L'or des îsles (trilogie)
- Prix Carbet de la Caraïbe et du Tout-Monde : Maryse Condé (France) pour Desirada
- Prix Tropiques : Boubacar Boris Diop (Sénégal) pour Le cavalier et son ombre

## Allemagne
- prix Heinrich-Böll : W. G. Sebald
- Prix Georg-Büchner :  Hans Carl Artmann
- Prix Friedrich Hölderlin (Bad Homburg) : Doris Runge

## Belgique
- Prix Victor-Rossel : ex æquo La Télévision de Jean-Philippe Toussaint et Antigone de Henry Bauchau

## Canada
- Grand prix du livre de Montréal : Willie Thomas pour Cristoforo : Récits insolites d'un singulier voyageur
- Prix Athanase-David : Gilles Marcotte
- Prix du Gouverneur général :
  - Catégorie « Romans et nouvelles de langue anglaise » : Jane Urquhart pour The Underpainter (Le Peintre du lac)
  - Catégorie « Romans et nouvelles de langue française » : Aude pour Cet imperceptible mouvement
  - Catégorie « Poésie de langue anglaise » : Dionne Brand pour Land to Light On
  - Catégorie « Poésie de langue française » : Pierre Nepveu pour Romans-fleuves
  - Catégorie « Théâtre de langue anglaise » : Ian Ross pour fareWel
  - Catégorie « Théâtre de langue française » : Yvan Bienvenue pour Dits et Inédits
  - Catégorie « Études et essais de langue anglaise » : Rachel Manley pour Drumblair - Memories of a Jamaican Childhood
  - Catégorie « Études et essais de langue française » : Roland Viau pour Enfants du néant et mangeurs d'âmes - Guerre, culture et société en Iroquoisie ancienne
- Prix Giller : Mordecai Richler pour Barney's Version (Le monde de Barney)
- Prix Jean-Hamelin : Bernard Assiniwi pour La Saga des Béothuks
- Prix Robert-Cliche : Raymonde Lamothe pour L'Ange tatoué

## Corée du Sud
- Prix de l'Association des poètes coréens : Beom Dae-sun pour 아름다운 가난
- Prix Daesan
  - Catégorie « Poésie » : Kim Chunsu pour Possession, Dostoïevski
  - Catégorie « Roman » : Park Wansuh pour La montagne était-elle bien là ?
  - Catégorie « Critique » : Kim Byung-ik pour 새로운 글쓰기와 문학의 진정성
- Prix Dong-in : Shin Kyung-sook pour Quand vient-il ?
- Prix de littérature contemporaine (Hyundae Munhak)
  - Catégorie « Poésie » : Hong Sinseon pour 해, 늦저녁 해
  - Catégorie « Roman » : Lee Soon-won pour 은비령
  - Catégorie « Critique » : Hong Jeongseon pour 평론「맥락의 독서와 비평
- Prix Gongcho : Bak Je-cheon pour 달항아리
- Prix Jeong Ji-yong : Oh Takbeon pour 白頭山 天池
- Prix Kim Soo-young : Kim Hyesoon pour Une pauvre machine d'amour
- Prix de poésie Sowol : Kim Yong-taik pour 사람들은 왜 모를까
- Prix Woltan : Wang Su-yeong pour 죠오센진의 흉터
- Prix Yi Sang : Kim Ji-won pour 사랑의 예감

## Espagne
- Prix Cervantes : Guillermo Cabrera Infante
- Prix Prince des Asturies : Álvaro Mutis
- Prix Nadal : Carlos Cañeque, pour Quién
- Prix Planeta : Juan Manuel de Prada, pour La tempestad
- Prix national des Lettres espagnoles : Francisco Umbral
- Prix national de Narration : Álvaro Pombo, pour Donde las mujeres
- Prix national de Poésie : Diego Jesús Jiménez, pour Itinerario para náufragos
- Prix national d'Essai : Alejandro Nieto García (es), pour Los primeros pasos del Estado constitucional
- Prix national de Littérature dramatique : Manuel Lourenzo, pour Veladas indecentes
- Prix national de Littérature infantile et juvénile : Emili Teixidor i Viladecàs, pour L'amiga més amiga de la formiga Piga
- Prix Adonáis de Poésie : Luis Martínez-Falero, pour Plenitud de la materia
- Prix Anagrama : Norbert Bilbeny, pour La revolución en la ética. Hábitos y creencias en la sociedad digital
- Prix Loewe : Jenaro Talens (ca), pour Viaje al fin del invierno
- Prix de la nouvelle courte Casino Mieres : Patricia Mateo Anula, pour Como Pez en la Arena
- Prix d'honneur des lettres catalanes : Avel·lí Artís-Gener (écrivain)
- Prix national de littérature de la Generalitat de Catalogne : Pere Gimferrer
- Journée des lettres galiciennes : Ánxel Fole
- Prix de la critique Serra d'Or : 
  - Quim Monzó, pour Guadalajara (ca), contes.
  - Joaquim Molas i Batllori (ca), pour Obra crítica, I, critique littéraire.
  - Ricard Torrents i Bertrana (ca), pour Dos màrtirs de ma pàtria, o siga Llucià i Marcià de Jacint Verdaguer, étude littéraire.
  - Damià Huguet Roig (ca), pour Les fites netes, biographie/mémoire.
  - Jaume Cabré, pour L'ombra de l'enunuc, roman.
  - Jaume Pont Ibáñez (ca), pour Raó d'atzar, recueil de poésie.
  - Josep-Ramon Bach (ca), pour L'ocell imperfecte', poème en prose.
  - Dolors Cinca et Margarita Castells, pour la traduction de Les Mille et Une Nuits.
  - Rafael M. Bofill, pour la traduction de Voyage en Italie de Goethe.

## États-Unis
- National Book Award : 
  - Catégorie « Fiction » : Charles Frazier pour Cold Mountain (Retour à Cold Mountain)
  - Catégorie « Essais» : Joseph J. Ellis pour American Sphinx: The Character of Thomas Jefferson
  - Catégorie « Poésie » : William Meredith pour Effort at Speech: New and Selected Poems
- Prix Agatha : 
  - Catégorie « Meilleur roman » : Margaret Maron, pour Up Jumps The Devil
  - Catégorie « Meilleure nouvelle » :
- Prix Hugo :
  - Prix Hugo du meilleur roman : Mars la bleue (Blue Mars) par Kim Stanley Robinson
  - Prix Hugo du meilleur roman court : Blood of The Dragon par George R. R. Martin
  - Prix Hugo de la meilleure nouvelle longue : Le Réparateur de bicyclettes (Bicycle Repairman) par Bruce Sterling
  - Prix Hugo de la meilleure nouvelle courte : The Soul Selects Her Own Society : Invasion and Repulsion: A Chronological Reinterpretation of Two of Emily Dickinson's Poems: A Wellsian Perspective par Connie Willis
- Prix Locus :
  - Prix Locus du meilleur roman de science-fiction : Mars la bleue (Blue Mars) par Kim Stanley Robinson
  - Prix Locus du meilleur roman de fantasy : Le Trône de fer et Le Donjon rouge (A Game of Thrones) par George R. R. Martin
  - Prix Locus du meilleur roman d'horreur : Désolation (Desperation) par Stephen King
  - Prix Locus du meilleur premier roman : Reclamation par Sarah Zettel et Whiteout par Sage Walker (ex æquo)
  - Prix Locus du meilleur roman court : Bellwether par Connie Willis
  - Prix Locus de la meilleure nouvelle longue : Coutumes montagnardes (Mountain Ways) par Ursula K. Le Guin
  - Prix Locus de la meilleure nouvelle courte : Disparus (Gone) par John Crowley
  - Prix Locus du meilleur recueil de nouvelles : None So Blind par Joe Haldeman
- Prix Nebula :
  - Prix Nebula du meilleur roman : La Lune et le Roi-Soleil (The Moon and the Sun) par Vonda McIntyre
  - Prix Nebula du meilleur roman court : Abandonné sur place (Abandon in Place) par Jerry Oltion
  - Prix Nebula de la meilleure nouvelle longue : Les Fleurs de la prison d'Aulite (The Flowers of Aulit Prison) par Nancy Kress
  - Prix Nebula de la meilleure nouvelle courte : Sister Emily's Lightship par Jane Yolen
- Prix Pulitzer :
  - Catégorie « Fiction » : Steven Millhauser pour Martin Dressler: The Tale of an American Dreamer (Martin Dressler ou le Roman d'un rêveur américain)
  - Catégorie « Biographie et Autobiographie » : Frank McCourt pour Angela's Ashes (Les Cendres d'Angela)
  - Catégorie « Essai » : Richard Kluger pour Ashes to Ashes
  - Catégorie « Histoire » : Jack N. Rakove pour Original Meanings: Politics and Ideas in the Making of the Constitution
  - Catégorie « Poésie » : Lisel Mueller pour Alive Together: New and Selected Poems
  - Catégorie « Théâtre » : non attribué

## Finlande
- Prix Aleksis-Kivi : non décerné
- Prix Kalevi-Jäntti : Kreetta Onkeli pour Ilonen Talo
- Prix Eino-Leino : Thomas Warburton
- Prix de la littérature de l'État finlandais : non décerné
- Prix littéraire de la ville de Tampere : Martti Joenpolvi pour Kerrottu elämä
- Prix Tollander : Olle Sirén
- Prix Rudolf-Koivu : Mika Launis
- Prix Topelius : Hellevi Salminen pour Pikku sammakkoprinssi
- Prix Mikael-Agricola : Raija Jänicke
- Médaille Anni-Swan : Asko Martinheimo pour Isojalkainen poika
- Prix d'écriture Juhana-Heikki-Erkko : Markku Paasonen
- Médaille Kiitos kirjasta : Kjell Westö pour Leijat Helsingin yllä
- Prix Arvid-Lydecken : Timo Parvela pour Ella luokkaretkellä
- Prix Kaarle : Raija Oranen
- Prix Pehr-Evind-Svinhufvud : Hilkka Vitikka pour Ellen Svinhufvud
- Prix du grand club du livre finlandais : Reijo Mäki
- Prix Pirkanmaan-Plättä : Katri Manninen pour Sikabileet
- Prix Väinö Linna : non décerné
- Prix Pääskynen : non décerné
- Prix Atorox : Johanna Sinisalo pour Tango merellä
- Prix Finlandia : Antti Tuuri pour Lakeuden kutsu
- Prix Pikku-Finlandia : non décerné
- Prix Tieto-Finlandia : Fabian Dahlström (fi), Erkki Salmenhaara, Mikko Heiniö pour Suomen musiikin historia
- Prix Lea : non décerné
- Prix Tähtivaeltaja : Theodore Roszak pour La Conspiration des ténèbres
- Poeta Finlandiae : non décerné
- Prix de l'ours dansant : Mirkka Rekola pour Taivas päivystää
- Prix littéraire Helsingin-Sanomat : Marja Kyllönen pour Lyijyuuma
- Prix du livre chrétien de l'année : Anne Fried
- Prix Laivakello : Kari Levola
- Prix Eeva-Liisa-Manner : Eila Kivikk’aho
- Prix Finlandia Junior : Alexis Kouros
- Prix Runeberg : Hannu Aho pour Kello 4.17
- Prix Vuoden johtolanka : Leena Lehtolainen pour Luminainen

## France
- Prix Goncourt : La Bataille de Patrick Rambaud
  - Prix Goncourt du premier roman : L'Abyssin de Jean-Christophe Rufin
  - Prix Goncourt des lycéens : Le Maître des paons de Jean-Pierre Milovanoff
- Prix Médicis : Les Sept Noms du peintre de Philippe Le Guillou
  - Prix Médicis étranger : América de T. C. Boyle (États-Unis)
  - Prix Médicis essai : Siècle des intellectuels de Michel Winock
- Prix Femina : Amour noir de Dominique Noguez
  - Prix Femina étranger : La Capitale déchue de Jia Pingwa
  - Prix Femina Vacaresco : Le Tombeau de Bossuet de Michel Crépu
- Prix Renaudot : Les Voleurs de beauté de Pascal Bruckner
- Prix Interallié : La Petite Française d'Éric Neuhoff
- Grand prix de littérature de l'Académie française : Béatrix Beck
- Grand prix du roman de l'Académie française : La Bataille de Patrick Rambaud
- Grand prix de la francophonie : Abdellatif Berbich
- Prix France Culture : La Splendeur d'Antonia de Jean-Pierre Milovanoff
- Prix du Livre Inter : Nancy Huston pour Instruments des ténèbres
- Grand prix RTL-Lire : La Chambre noire de Longwood de Jean-Paul Kauffmann
- Prix des Deux-Magots : Nous serons comme des dieux d'Ève de Castro
- Prix de Flore : Le Chameau sauvage de Philippe Jaenada
- Prix du Roman populiste : La Vie à l'endroit de Rachid Boudjedra
- Prix du Quai des Orfèvres : Roger Le Taillanter pour Heures d'angoisse
- Prix Jean-Monnet de littérature européenne du département de la Charente : La Peau du tambour d'Arturo Pérez Reverte (Espagne)[1]
- Grand Prix de poésie de la Société des Gens de Lettres : Claude Esteban pour l'ensemble de son œuvre.
- Grand prix des lectrices de Elle : Élisabeth Gille pour Un paysage de cendres
- Grand prix de l'Imaginaire « Roman » :
- Grand prix de l'Imaginaire « Roman étranger » :
- Grand prix de l'Imaginaire « Nouvelle » :
- Grand prix de l'Imaginaire « Nouvelle étrangère » :
- Prix Joseph-Kessel : La Chambre noire de Longwood de Jean-Paul Kauffmann
- Prix des libraires : Sundborn ou les jours de lumière de Philippe Delerm
- Prix Novembre : La Compagnie des spectres de Lydie Salvayre
- Prix Hugues-Capet : Zita : Impératrice courage de Jean Sévillia
- Prix Méditerranée : L'Abyssin de Jean-Christophe Rufin
- Prix Roger-Nimier : La Chambre noire de Longwood de Jean-Paul Kauffmann
- Prix mondial Cino-Del-Duca : Václav Havel pour l’ensemble de son œuvre
- Prix RFO du livre : Ernest Pépin pour Tambour-Babel

## Italie
- Prix Strega : Claudio Magris, Microcosmi (Garzanti)
- Prix Bagutta : Sergio Ferrero, Gli occhi del padre, (Mondadori)
- Prix Campiello : Marta Morazzoni, Il caso Courrier
- Prix Napoli : Elisabetta Rasy, Posillipo, (Rizzoli)
- Prix Stresa : Dante Maffia - Il romanzo di Tommaso Campanella, (Spirali)
- Prix Viareggio : Claudio Piersanti, Luisa e il silenzio

## Monaco
- Prix Prince-Pierre-de-Monaco : Franz-Olivier Giesbert

## Norvège
- Prix Brage :
  - Catégorie « Fiction pour adultes » : Liv Køltzow, Verden forsvinner
  - Catégorie « Livre pour les enfants et la jeunesse » : Harald Rosenløw Eeg, Vrengt
  - Catégorie « Livre de non-fiction » : Arne Wichstrøm, Kvinneliv, kunstnerliv. Kvinnelige malere i Nørge før 1900
  - Catégorie « Ouverte » : Liv Marie Austrem et Akin Düzakin pour Tvillingsøster (Album illustré pour enfants)
  - Catégorie « Prix d'honneur » : Jan Erik Vold

## Royaume-Uni
- Prix Booker : Arundhati Roy pour The God of Small Things (Le Dieu des Petits Riens)
- Prix James Tait Black :
  - Fiction : Andrew Miller pour Ingenious Pain (L'Homme sans douleur)
  - Biographie : R. F. Foster pour W. B. Yeats: A Life, Volume 1 - The Apprentice Mage, 1865-1914
- Orange Prize for Fiction : Anne Michaels pour Fugitive Pieces ( La Mémoire en fuite)
- Prix WH Smith : Orlando Figes pour A People's Tragedy: The Russian Revolution - 1891-1924 (La Révolution russe, 1891-1924: La tragédie d'un peuple)
- Prix John-Llewellyn-Rhys : Eclipse of the Sun de Phil Whitaker (en)
- Médaille Carnegie : Tim Bowler pour River Boy
- Prix Rose-Mary-Crawshay : 
  - Rosemary Cowler pour The Prose Works of Alexander Pope
  - Iona Opie pour The Singing Game
- Prix Somerset-Maugham : Rhidian Brook pour The Testimony of Taliesin Jones

## Russie
- Prix Booker russe : Anatoli Azolski pour La Cage

## Suisse
- Prix Lipp Suisse : Claude Frochaux pour L'Homme seul, L'Âge d'Homme